# تايلور وير
تايلور وير (بالإنجليزية: Taylor Ware)‏ هي كاتبة غنائية ومغنية أمريكية، ولدت في 17 سبتمبر 1994 في فرانكلين في الولايات المتحدة.

## وصلات خارجية
- تايلور وير على موقع IMDb (الإنجليزية)
- تايلور وير على موقع ميوزك برينز (الإنجليزية)
- تايلور وير على موقع قاعدة بيانات الفيلم (الإنجليزية)